# Яргулица
Яргулица (на македонска литературна норма: Јаргулица) е село в източната част на Северна Македония, община Радовиш.

## География
Селото се намира в южното подножие на планината Плачковица, източно от общинския център Радовиш.

## История
В XIX век Яргулица е село в Радовишка кааза на Османската империя. Според статистиката на Васил Кънчов („Македония. Етнография и статистика“) от 1900 година Яргюрица (Фаргиница) има 156 жители българи християни и 200 турци.
В началото на XX век християнското население на селото е под върховенството на Българската екзархия. По данни на секретаря на екзархията Димитър Мишев („La Macédoine et sa Population Chrétienne“) през 1905 година в Яргюрица (Yarguiouritza) има 224 българи екзархисти и в селото работи българско училище.
При избухването на Балканската война в 1912 година един човек от Яргулица е доброволец в Македоно-одринското опълчение.
След Междусъюзническата война в 1913 година селото попада в Сърбия.
Според Димитър Гаджанов в 1916 година в Яргулица живеят 192 турци и 159 българи.

## Личности
Родени в Яргулица
- Никола Иванов, македоно-одрински опълченец, 3 рота на 3 солунска дружина[5]